# San Andrés del Rabanedo
San Andrés del Rabanedo est un municipio (municipalité ou canton) de la comarque de Tierra de León, dans la province de León, communauté autonome de Castille-et-León, dans le Nord de l'Espagne.
Le territoire de ce municipio est traversé par le Camino francés du Pèlerinage de Saint-Jacques-de-Compostelle, qui passe dans la localité de Trobajo del Camino.

## Démographie
| Année      | 1950  | 1986   | 2001   | 2007   | 2009   | 2010   |
| ---------- | ----- | ------ | ------ | ------ | ------ | ------ |
| Population | 6 045 | 15 881 | 24 816 | 28 894 | 33 001 | 31 306 |

## Culture et patrimoine

### Pèlerinage de Compostelle
Sur le Camino francés du Pèlerinage de Saint-Jacques-de-Compostelle, on vient du municipio de León.
Le prochain municipio traversé est Valverde de la Virgen, en passant par son chef-lieu ou par la localité de La Virgen del Camino, selon la variante choisie.

## Sources et références
- (es) Cet article est partiellement ou en totalité issu de l’article de Wikipédia en espagnol intitulé « San Andrés del Rabanedo » (voir la liste des auteurs).
- Grégoire, J.-Y. & Laborde-Balen, L. , « Le Chemin de Saint-Jacques en Espagne - De Saint-Jean-Pied-de-Port à Compostelle - Guide pratique du pèlerin », Rando Éditions, mars 2006,  (ISBN 2-84182-224-9)
- « Camino de Santiago St-Jean-Pied-de-Port - Santiago de Compostela », Michelin et Cie, Manufacture Française des Pneumatiques Michelin, Paris, 2009,  (ISBN 978-2-06-714805-5)
- « Le Chemin de Saint-Jacques Carte Routière », Junta de Castilla y León, Editorial

1. ↑  www.cajaespana.es Budget du municipio